# Allan Corduner

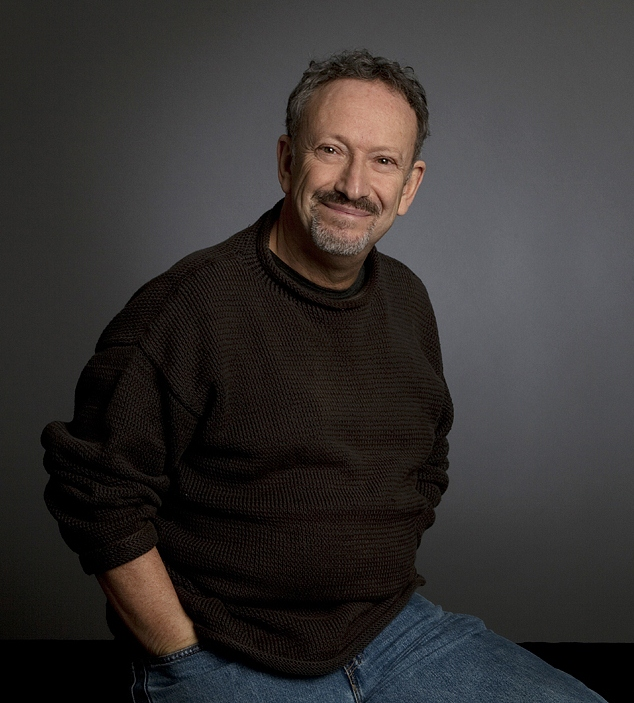
Allan Corduner (2012)

Allan Corduner (* 2. April 1950 in Stockholm, Schweden) ist ein britischer Film- und Theaterschauspieler.

## Leben
Allan Corduner wurde als Sohn einer deutschen Mutter – sie musste als Jüdin 1938 Berlin und somit Nazideutschland verlassen – und eines finnisch-russischen Vaters in Stockholm geboren. Er hat einen jüngeren Bruder. Im Alter von einem Jahr zog Corduner mit seiner Familie nach London. Corduner ist britischer Staatsbürger.
Er absolvierte das College im London Borough of Camden, war Student der Bristol University und zuletzt der Bristol Old Vic Theatre School. Außerdem ist er ausgebildeter Jazz-Pianist. Nach Abschluss seines Studiums hatte er Engagements an mehreren britischen Bühnen, zunächst am Newcastle Repertory Theatre. Weitere Auftritte folgten am Birmingham Rep und bei der Actors’ Company. Sein Bühnendebüt in London hatte er im West End in Mary O’Malleys Stück Once a Catholic am Wyndham’s Theatre. Cordumer spielte mehrmals am Royal Court Theatre.  1997 und März 1999 spielte er im Musical Titanic am Broadway in New York City den Steward Henry Etches.
Allan Corduner ist homosexuell und lebt mit dem finnischen Schauspieler Juha Leppäjärvi in einer Lebensgemeinschaft.

## Filmografie (Auswahl)
- 1977: Poldark (Fernsehserie, 1 Episode)
- 1980: Die Onedin-Linie (The Onedin Line, Fernsehserie, 1 Episode)
- 1983: Yentl
- 1986: Walhalla (Valhalla)
- 1991: Edward II
- 1992: Mach’s nochmal, Columbus (Carry On Columbus)
- 1992–1994: The Bill (Fernsehserie, 3 Episoden)
- 1993: Inspektor Morse, Mordkommission Oxford (Inspector Morse, Fernsehserie, 1 Episode)
- 1993 Der Aufpasser (Minder, Fernsehserie, 1 Episode)
- 1994: Paris (Fernsehserie, 6 Episoden)
- 1994: Land der verlorenen Kinder (Nobody’s Children, Fernsehfilm)
- 1996: Marilyn – Ihr Leben (Norma Jean & Marilyn)
- 1998: The Imposter – Zwei Hochstapler in Not (The Imposter)
- 1999: Topsy-Turvy – Auf den Kopf gestellt (Topsy Turvy)
- 2000: Gladiator (erweiterte Fassung)
- 2001: Die Grauzone (The Grey Zone)
- 2001: Meine beste Freundin (Me Without You)
- 2002: Moonlight Mile
- 2004: De-Lovely – Die Cole Porter Story (DeLovely)
- 2004: Lady Musketier – Alle für Eine (La Femme Musketeer)
- 2004: Der Kaufmann von Venedig (The Merchant of Venice)
- 2004: Vera Drake
- 2005: The White Countess
- 2007: Die Gebrüder Weihnachtsmann (Fred Claus)
- 2008: Defiance – Für meine Brüder, die niemals aufgaben (Defiance)
- 2009: Mr. Nobody
- 2010: Burke & Hare
- 2012: The Sweeney
- 2012: An Enemy To Die For (En fiende att dö för)
- 2013–2014: Da Vinci’s Demons (Fernsehserie, 11 Episoden)
- 2015: Die Frau in Gold (Woman in Gold)
- 2015–2017: Homeland (Fernsehserie, 6 Episoden)
- 2016: Florence Foster Jenkins
- 2016: Die Musketiere (The Musketeers, Fernsehserie, 2 Episoden)
- 2017: Disobedience
- 2018: FBI (Fernsehserie, 1 Folge)
- 2022: Tár